# Монки (обувь)
Монки (англ. monks, monk straps) — ботинки или туфли без шнуровки, но с одной, двумя или тремя пряжками. Название этого вида обуви происходит от английского слова monk, которое переводится на русский язык как «монах», так как раньше подобную обувь носили монахи. Монки отличаются универсальностью, и лучшие их модели удачно сочетаются как с неформальной, так и со строгой одеждой — от джинсов и до деловых костюмов.

## История
Обувь, очень отдалённо напоминающую монки, монахи, проживавшие в некоторых регионах континентальной Европы, носили ещё в XIV—XV веках. Она была оснащена пряжками и очень тонкими подошвами без каблуков. Как иногда говорят, некоторое время спустя такая обувь приглянулась одному английскому путешественнику, и он привёз её к себе домой, где она тоже стала пользоваться успехом. Однако эта легенда не имеет документальных подтверждений.
Более или менее современные на вид монки начали производиться лишь в начале XX века, причём модели с двумя пряжками появились только в 1945 году, в то время как их собратья с одной пряжкой уже в 1930-х годах являлись классикой. Во второй половине XX века монки включили в свои коллекции многие модельеры, причём они зачастую проводят довольно смелые эксперименты с дизайном. В настоящее время самыми трендовыми считаются монки с двумя пряжками.

## Разновидности
Монки можно классифицировать по количеству пряжек и дизайну ремешков:
- Single monk straps (сингл монки) — с одной пряжкой
- Double monk straps (дабл монки) — с двумя пряжками
- Triple monk straps (трипл монки) — с тремя пряжками
- Cutaway monk straps (катэвэй монки) — с одной или двумя пряжками и ремешками, которые «смотрят» в большей степени назад, нежели вниз (по крайней мере, по сравнению с обычными сингл или дабл монками)

Монки с одной и двумя пряжками являются классикой, в то время как модели с тремя пряжками — это явно дизайнерская обувь, причём выглядит она весьма спорно из-за перегруженности дополнительными элементами (исключением являются некоторые ботинки).
В качестве материала для пошива монков чаще всего используется гладкая телячья кожа; это самый универсальный вариант. Другая распространённая и довольно универсальная опция — замша. Помимо этого, монки иногда шьют из зернистой кожи с ярко выраженной фактурой, а также из шкур экзотических животных. Самыми популярными цветами являются чёрный, коричневый, бордово-коричневый (burgundy) и рыже-коричневый (tan). Гораздо реже встречаются синие, зелёные и бежевые монки.
Список возможных конструкций, используемых для пошива этого вида обуви, широк, но самой лучшей репутацией пользуются рантовые варианты — Goodyear welted, Hand-welted. Подкладка в монках высокого класса должна быть полностью кожаной, равно как и стелька. Подошвы могут быть как кожаными, так и резиновыми или же комбинированными (кожаными с резиновой вставкой или резиновыми с кожаной вставкой).

## Правила ношения
Самые универсальные модели монков можно носить как с джинсами, так и с чиносами, деловыми костюмами, непарными брюками и пиджаками. Такие туфли шьются из гладкой телячьей кожи, окрашиваются в тёмные цвета и обладают сдержанным классическим дизайном (при этом самый официальный и строгий вид характерен для чёрных моделей). Менее формальные варианты, изготовленные из зернистой кожи, с деловыми костюмами сочетаются неудачно, но отлично смотрятся с джинсами, твидовой одеждой и довольно толстыми чиносами. Замшевые монки занимают своего рода промежуточную позицию, и иногда хорошо выглядят даже со строгими костюмами.
Для шортов любые монки являются слишком официальной обувью, а для смокингов — слишком неформальной. Носки с такими туфлями можно и не надевать или же ограничиться так называемыми носками-невидимками. Правда, следует иметь в виду, что в деловой обстановке допустимы только монки с классическими носками, а при официальной атмосфере на деловых переговорах и вовсе более уместны будут туфли-оксфорды (разумеется, тоже с носками).
Стоит добавить, что монки лучше всего смотрятся с зауженными брюками в итальянском стиле: чуть коротковатыми, до лодыжки. В таком случае брюки не будут цепляться за острые края пряжек.

## Производители и бренды монков
Монки выпускают многие бренды. Среди заслуживающих внимания производителей следует упомянуть следующие фирмы:
- Англия: Alfred Sargent, Barker, Cheaney, Crockett & Jones, John Lobb, Loake, Tricker’s
- Испания: Berwick, Carmina, Meermin, Michel, Yanko
- Италия: A.Testoni, Barbanera, Enzo Bonafe, Moreschi, Paolo Scafora, Santoni, Stefano Bemer, Velasca
- Португалия: Carlos Santos
- Франция: Aubercy, Corthay, J.M.Weston
- Швейцария: Matt Paker